# 4773 Hayakawa
4773 Hayakawa је астероид главног астероидног појаса са средњом удаљеношћу од Сунца која износи 2,612 астрономских јединица (АЈ).
Апсолутна магнитуда астероида је 12,7.